# Valget i Tanzania 1990
Valget i Tanzania 1990 blev afholdt den 28. oktober 1990. Tanzania var på det tidspunkt en etpartistat, med Chama cha Mapinduzi (CCM) som det eneste lovlige parti. I valget til nationalforsamlingen var der to kandidater fra samme parti i hvert valgdistrikt, mens præsidentvalget i praksis var en folkeafstemning om CCM-leder Ali Hassan Mwinyis kandidatur.
Antal valgdistrikter, og dermed sæder i nationalforsamlingen, blev forøget fra 119 til 130. Valgopslutningen var 74,4 % af de 7.296.553 registrerede stemmeberettigede.
Dette var det sidste etpartivalg i Tanzania, da forbuddet mod andre partier blev ophævet i 1992.

## Resultater

### Præsident
| Valg                    | Stemmer   | %      |
| ----------------------- | --------- | ------ |
| For                     | 5.198.120 | 97,78  |
| Mod                     | 117.366   | 2,21   |
| Ugyldige/blanke stemmer | 109.796   | –      |
| Totalt                  | 5.425.282 | 100,00 |

### Nationalforsamlingen
| Parti                   | Stemmer   | %   | Sæder |
| ----------------------- | --------- | --- | ----- |
| Chama cha Mapinduzi     | 5.007.027 | 100 | 284   |
| Ugyldige/blanke stemmer | 418.255   | –   | –     |
| Totalt                  | 5.425.282 | 100 | 284   |